# Escape to Love
Pour plus de détails, voir Fiche technique et Distribution.
Escape to Love est un film canadien réalisé par Herb Stein, sorti en 1982.

## Synopsis
Lors de son séjour en Europe, une étudiante américaine s'éprend d'un dissident polonais retenu par le KGB et l'aide à s'évader. Ils s'enfuient en empruntant un train à destination de Paris, mais sont loin d'être débarrassés de leurs poursuivants.

## Fiche technique
- Titre original : Escape to Love
- Réalisation : Herb Stein
- Pays d’origine :  Canada
- Langue originale : anglais
- Format : 35 mm — couleur
- Genre : thriller
- Durée : 105 minutes
- Date de sortie : 1982

## Distribution
- Clara Perryman : Lisa
- Aharon Ipalé
- Louis Jourdan
- Paddi Edwards : Emilia
- Curt Lowens
- Hanna Hertelendy : Anna
- Jane Merrow : Magda
- Wolf Muser (en) : Jerzy